# 72 метра
«72 метра» — российский художественный фильм, снятый режиссёром Владимиром Хотиненко. Основан на одноимённом рассказе и ряде других рассказов Александра Покровского из сборников «72 метра» и «Расстрелять».

## Сюжет
Офицеры ВМФ капитан-лейтенанты Пётр Орлов и Иван Муравьёв служат на ДПЛ «Славянка» уже давно. Когда-то они были лучшими друзьями. В 1986 году вместе прибыли в Севастополь для прохождения службы, встретили красивую девушку Нелли и оба влюбились в неё с первого взгляда. Нелли выбрала Ивана, и тогда дружба офицеров дала трещину.
В 1992 году после распада СССР и раздела Черноморского флота большая часть экипажа «Славянки» отказалась принять украинскую присягу и была переведена на Северный флот. Во время плановых боевых учений командир лодки капитан первого ранга Геннадий Янычар оглашает поставленную задачу — уничтожить торпедной атакой флагманский корабль условного противника и, уйдя от преследования, оставаться незамеченными в течение 24 часов. На борту лодки кроме экипажа также присутствует гражданский врач Черненко.
Никто в учебном центре не знает, в какую сторону будет двигаться подлодка. Во время учений происходит катастрофа — отработавший хвостовик учебной ракеты упал на дно и потревожил «спящую» со времён Великой Отечественной войны морскую мину, которая медленно тронулась навстречу «Славянке» и взорвалась у её левого борта, в результате чего подлодка затонула и легла на грунт на глубине 72-х метров; незатопленными остались лишь 5 отсеков из 11. При взрыве гибнет 4 члена экипажа, также вместе с ними погибает командир субмарины Янычар. Черненко, Орлов и матрос Молодой оказываются в полузатопленном 3-м отсеке, но им удаётся, перемещаясь по затонувшей подлодке, достигнуть наименее пострадавшего 1-го отсека капитан-лейтенанта Ивана Муравьёва, где находятся другие оставшиеся в живых члены экипажа. В нарушение принципов борьбы за живучесть Иван Муравьёв принимает решение впустить трёх человек. Муравьёву передаётся командование похода до прибытия спасения с суши. Для этого открывается переборка, и отсек тоже изрядно заполняется водой, но вся выжившая часть команды воссоединяется.
Подводники ищут способ спастись и решают выбраться в спасательном снаряжении подводника через торпедные аппараты. Но выясняется, что исправен лишь один изолирующий дыхательный аппарат ИДА-59. Это произошло из-за халатности старшего мичмана Краузе, который не проверял их исправность при получении, так как был занят другим делом — пытался продать серьги, которые до этого хотел подарить жене, но она подарок не приняла. Краузе пытается покончить с собой, но сослуживцы его обезоруживают. В итоге команда принимает решение отправить наверх Черненко. Он должен установить спасательный буй — «вьюшку», чтобы отметить местоположение «Славянки» и, выбравшись на берег, сообщить о катастрофе. В итоге Черненко добирается до берега и бежит к городу.
Члены экипажа «Славянки» ждут спасателей. Фильм имеет открытый финал.

## В ролях
| Актёр                | Роль                                                                |
| -------------------- | ------------------------------------------------------------------- |
| Сергей Маковецкий    | гражданский врач Черненко                                           |
| Марат Башаров        | капитан-лейтенант Пётр Орлов                                        |
| Андрей Краско        | капитан 1-го ранга Геннадий Янычар командир ДПЛ «Славянка»          |
| Дмитрий Ульянов      | капитан-лейтенант Иван Муравьёв командир 1-го отсека                |
| Чулпан Хаматова      | Нелли                                                               |
| Станислав Никольский | матрос Молодой                                                      |
| Сергей Гармаш        | Николай Карлович Краузе старший мичман                              |
| Владислав Галкин     | старший мичман Михайлов инструктор по борьбе за живучесть           |
| Игорь Ливанов        | старший помощник, капитан 2-го ранга Николай Степанович Коноваленко |
| Артём Михалков       | мичман Нечаев начальник химической службы ДПЛ «Славянка», медик     |
| Сергей Ярмолюк       | старший мичман Легкоступов                                          |
| Александр Пашков     | старший матрос Тураев                                               |
| Алексей Зеленский    | командир отделения гидроакустиков                                   |
| Амаду Мамадаков      | матрос Мухамбетов                                                   |
| Никита Емшанов       | матрос Дерюгин                                                      |
| Олег Меньшенин       | 1-й матрос-близнец Кульдюк                                          |
| Роман Меньшенин      | 2-й матрос-близнец Кульдюк                                          |
| Алексей Кабешев      | лейтенант, начальник РТС                                            |
| Глеб Матвейчук       | матрос на ЦП                                                        |
| Геннадий Назаров     | минёр                                                               |
| Леонид Ниценко       | контр-адмирал                                                       |
| Сергей Власов        | Павел Власов капитан 1-го ранга                                     |
| Александр Ефимов     | капитан-лейтенант                                                   |
| Валентина Светлова   | Екатерина жена Геннадия Янычара                                     |
| Михаил Полицеймако   | дежурный в офицерском общежитии                                     |

## Съёмочная группа
- Автор сценария: Валерий Залотуха (при участии Владимира Хотиненко)
- Режиссёр: Владимир Хотиненко
- Оператор: Илья Дёмин
- Художник-постановщик: Константин Мельников
- Монтаж: Олег Раевский, Светлана Тарик
- Композитор: Эннио Морриконе[1][2]
- Постановщик трюков: Валерий Деркач
- Продюсеры: Леонид Верещагин, Анатолий Максимов, Константин Эрнст

## Съёмки
В съёмках участвовали подводные лодки проекта 877 и 877В — Б-471 «Магнитогорск» Северного флота и Б-871 «Алроса» Черноморского флота России.
Как и во многих других фильмах с участием Андрея Краско, актёр сам доработал некоторые реплики и характер своего персонажа. Одним из таких эпизодов стало поведение Янычара на пирсе, когда после грозного отчитывания старшего мичмана Легкоступова он чуть ли не на полусогнутых бежит к своей жене.
Фильм снимался в городах Полярный, Североморск, Гаджиево и Севастополь.

## Призы
- Премия «Золотой орёл—2005» в номинациях:
  - Лучший игровой фильм
  - Лучшая музыка к фильму

## Критика
Виктор Баранов, глава киевской организации Союза писателей Украины, негативно отозвался на появление фильма, найдя в нём признаки украинофобии. Национальная экспертная комиссия Украины по вопросам защиты общественной морали признала,[когда?] что художественный фильм «72 метра» имеет «признаки пропаганды национальной розни, унижения и оскорбления украинской и русской наций».